# Композитне паливо з перхлорату амонію
Композитне паливо з перхлорату амонію (англ. Ammonium perchlorate composite propellant, APCP) — твердопаливне ракетне паливо. Відрізняється від багатьох традиційних твердих ракетних палив, таких як чорний порох або цинк-сірка, не лише хімічним складом і загальними характеристиками, але й характером обробки. APCP відливають у форму, на відміну від порошкового пресування, як із чорним порошком. Це забезпечує регулярність виробництва та повторюваність, які є необхідними вимогами для використання в аерокосмічній промисловості.

## Використання
Композитне паливо на основі перхлорату амонію, як правило, призначене для аерокосмічних ракетних двигунів, де потрібні простота й надійність, а питомі імпульси (залежно від складу та робочого тиску) становлять 180—260 с (1,8—2,5 км/с) є адекватними. Завдяки цим характеристикам продуктивності APCP використовувався в твердотільних ракетних прискорювачах космічних човників, катапультних кріслах літаків і спеціальних програмах дослідження космосу, таких як ретроракети NASA Mars Exploration Rover. Крім того, спільнота високопотужних ракетників регулярно використовує APCP у формі комерційно доступних «перезарядок» палива, а також одноразових двигунів. Досвідчені ракетчики-експериментатори і любителі також часто працюють з APCP, самостійно обробляючи APCP.

## Композит
Композитне паливо на основі перхлорату амонію є композиційним паливом, що означає, що воно містить і паливо, і окислювач, поєднані в однорідну суміш, у цьому випадку з гумовою сполучною як частиною палива. Пропелент найчастіше складається з перхлорату амонію (AP), еластомерного сполучного, такого як полібутадієн із кінцевими гідроксильними групами (HTPB) або полібутадієн-акрилової кислоти, преполімеру акрилонітрилу (PBAN), порошкового металу (зазвичай алюмінію) та різних каталізаторів швидкості горіння. Крім того, отверджуючі добавки викликають перехресне зшивання еластомерного сполучного для затвердіння пропеленту перед використанням. Перхлорат служить окислювачем, а сполучна речовина і алюміній служать паливом. Каталізатори швидкості горіння визначають швидкість горіння суміші. Отримане затверділе паливо є досить еластичним (гумовим), що також допомагає обмежити тріщини під час накопичених ушкоджень (наприклад, транспортування, встановлення, різання) і застосувань із високим прискоренням, таких як хобі чи військова ракетна установка. Включає в себе місії Спейс Шаттл, в яких APCP використовувався для двох твердопаливних ракетних прискорювачів.

## Характеристики
APCP дефлагрує з поверхні відкритого палива в камері згоряння. Таким чином, геометрія палива всередині ракетного двигуна відіграє важливу роль у загальних характеристиках двигуна. Коли поверхня палива горить, форма змінюється (це предмет вивчення внутрішньої балістики), найчастіше змінюючи площу поверхні палива, яка піддається впливу газів згоряння. Масовий потік (кг/с) [і, отже, тиск] газів, що утворюються при згорянні, є функцією миттєвої площі поверхні {\displaystyle A_{\text{s}}} (м 2 ), щільність палива {\displaystyle \rho } (кг/м3), і лінійна швидкість горіння {\displaystyle b_{r}} (РС):
{\displaystyle {\dot {m}}=\rho A_{\text{s}}b_{r}}

Залежно від застосування та бажаної кривої тяги часто використовуються кілька геометричних конфігурацій:

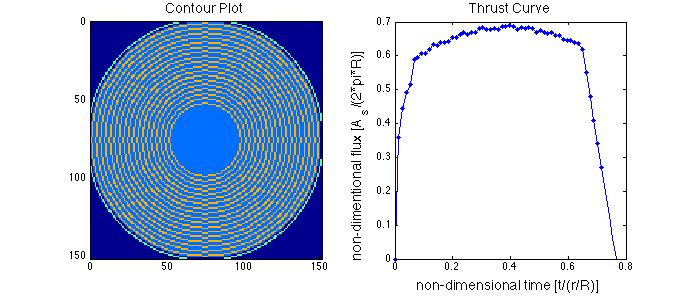
[en→uk]Circular bore simulation
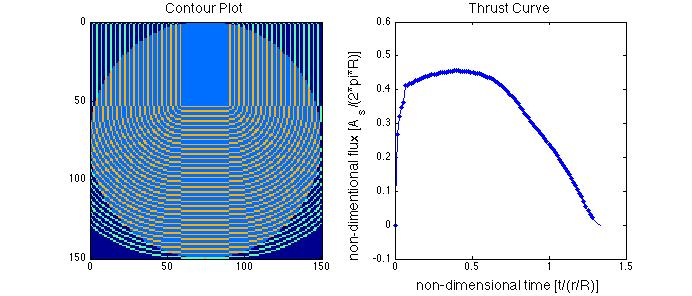
[en→uk]C-Slot simulation
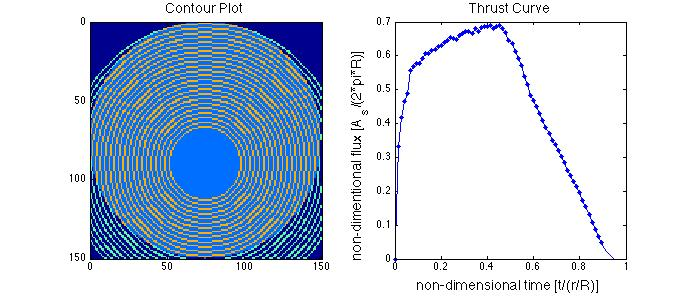
[en→uk]Moon burner simulation
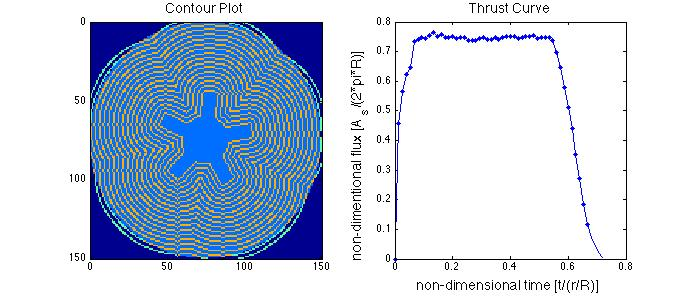
[en→uk]5-point finocyl simulation

- Круговий канал ствола: у конфігурації BATES створює прогресивно-регресивну криву тяги.
- Кінцевий пальник: паливо горить від одного осьового кінця до іншого, виробляючи стійке тривале горіння, хоча має теплові труднощі, зсув CG.
- C-слот: паливо з великим клином, вирізаним збоку (вздовж осьового напрямку), створює досить тривалу регресивну тягу, хоча має теплові труднощі та асиметричні характеристики CG.
- Місячний пальник: нецентральний круглий отвір створює прогресивно-регресивний тривалий горіння, хоча має незначні асиметричні характеристики CG.
- Фіноцил: зазвичай 5- або 6-кінцева зіркоподібна форма, яка може створювати дуже рівну тягу, з дещо швидшим горінням, ніж круглий канал через збільшену площу поверхні.